# 布納德

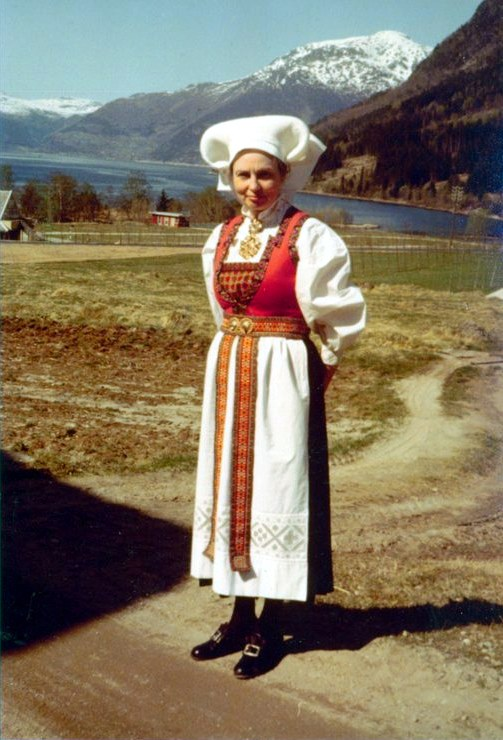
挪威傳統服裝布納德

布納德是挪威傳統服的總稱。5月17日挪威國慶日時，許多挪威人都會穿著布納德慶拀。布納德源於19世紀浪漫國家主義運動，相關的傳統服裝運動當時也在丹麥及德國風行。

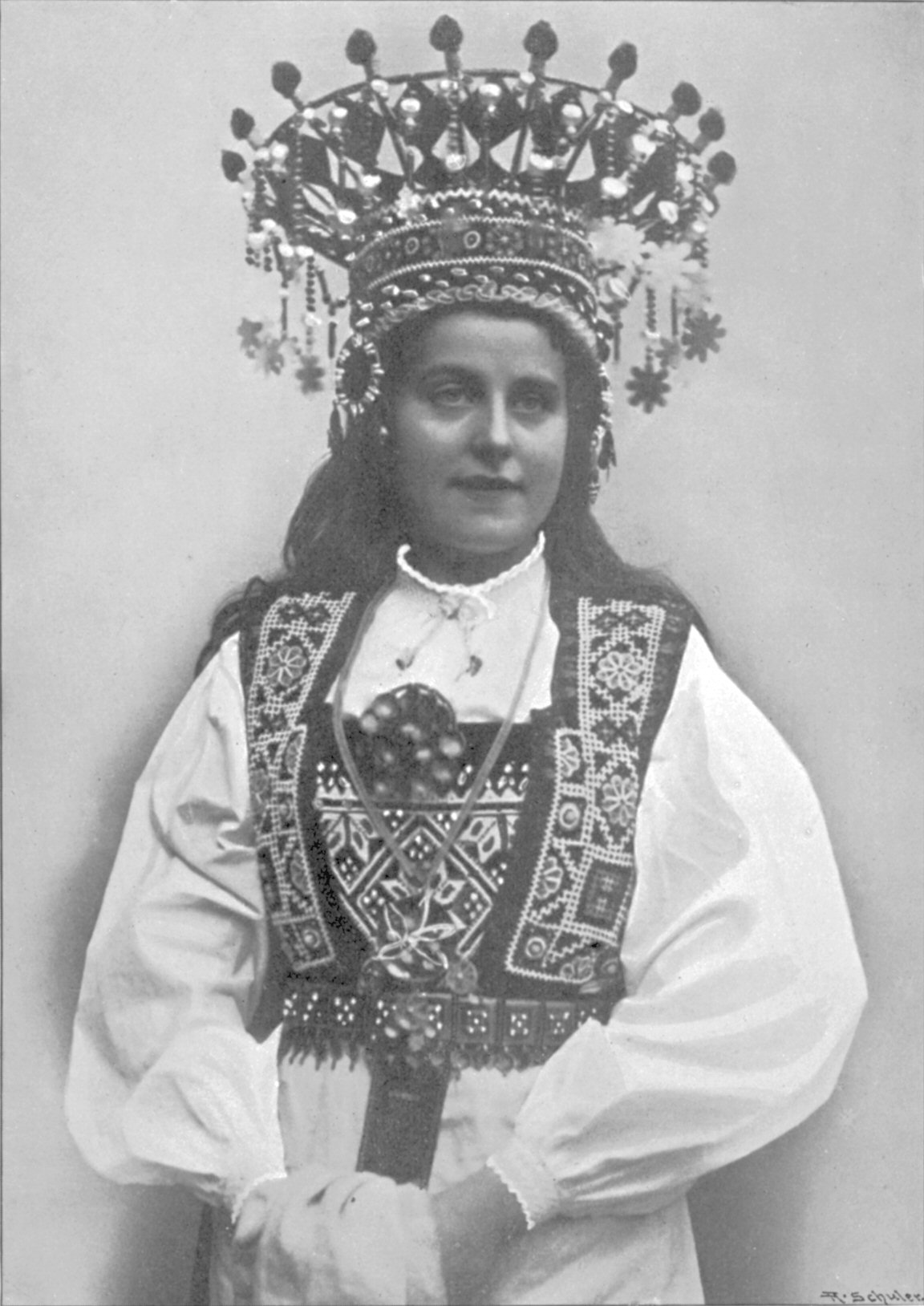
哈當厄爾地區的布納德新娘花冠
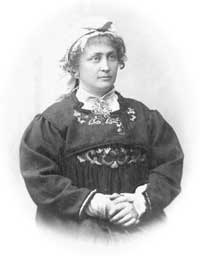
胡爾達·加博格（英语：Hulda Garborg）著布納德肖像
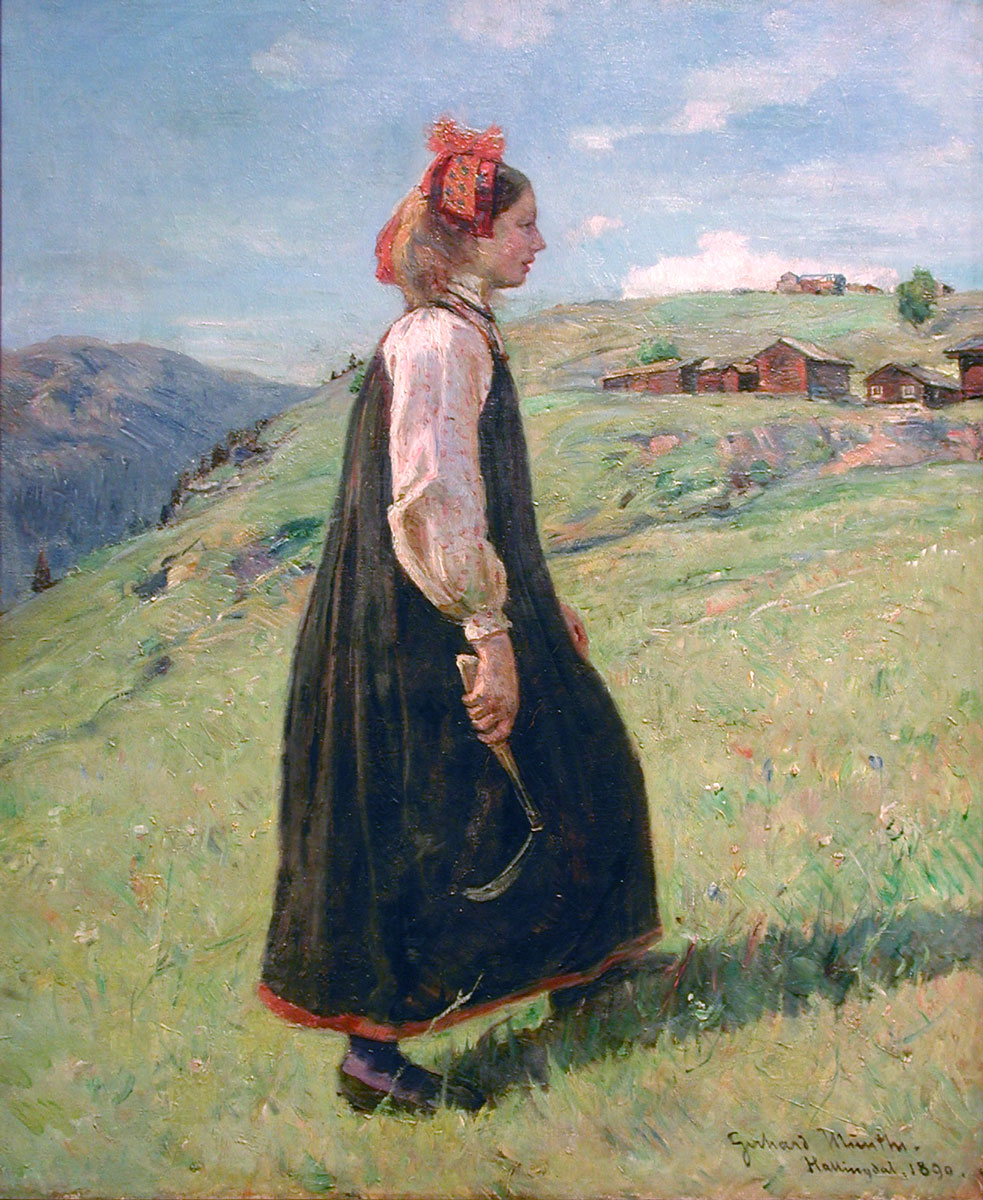
畫家格哈德·芒特（英语：Gerhard Munthe）繪的布納德